# Parafia Matki Bożej Częstochowskiej w Łupawie
Parafia Matki Bożej Częstochowskiej w Łupawie – rzymskokatolicka parafia w miejscowości Łupawa. Erygowana w 1310 roku. Należy do dekanatu łupawskiego diecezji pelplińskiej. Duszpasterstwo prowadzą w niej księża diecezjalni.